# Ardud
'Ardud (Hongaars: Erdőd) is een stad (oraș) in het Roemeense district Satu Mare. De stad telt 6486 inwoners (2002).

## Bevolking
De gemeente had in 2011 6231 inwoners 3480, Roemeenstaligen en 2284 Hongaarstaligen. In 1992 waren er 6572 inwoners waarvan 4398 Roemenen en 2053 Hongaren. Het aandeel Hongaarstaligen groeit met name dankzij de groei van de Roma bevolking (die Hongaars spreekt) en de snellere afname van de Roemeense bevolking in de gemeente .
Steden met gemeentestatus: Satu Mare · Carei

Steden zonder gemeentestatus: Ardud · Negrești-Oaș · Tășnad · Livada

Gemeenten: Acâș · Andrid · Apa · Bătarci · Beltiug · Berveni · Bixad · Bârsău · Bogdand · Botiz · Călinești-Oaș · Cămărzana · Cămin · Căpleni · Căuaș · Cehal · Certeze · Craidorolț · Crucișor · Culciu · Doba · Dorolț · Foieni · Gherța Mică · Halmeu · Hodod · Homoroade · Lazuri · Medieșu Aurit · Micula · Moftin · Odoreu · Orașu Nou · Păulești · Petrești · Pir · Pișcolt · Pomi · Sanislău · Santău · Săcășeni · Săuca · Socond · Supur · Tarna Mare · Terebești · Tiream · Târșolț · Turț · Turulung · Urziceni · Valea Vinului · Vama · Vetiș · Viile Satu Mare